# الجلاء (صنعاء القديمة)

تعديل مصدري - تعديل

حارة الجلاء هي إحدى حارات مدينة صنعاء القديمة، بلغ تعداد سكانها 1073 نسمة حسب تعداد اليمن لعام 2004.